# Planina-Höhle
Die Planina-Höhle, slowenisch Planinska jama, befindet sich am südlichen Ortsrand von Planina, einem Ortsteil der Gemeinde Postojna im Südwesten Sloweniens. Sie ist Teil des Höhlensystems von Postojna. Die Höhle am Rande des Planina-Karstbeckens wurde durch das Wasser des Flusses Unica geschaffen.

## Beschreibung
Die Länge der Höhle beträgt 6859 Meter mit einem maximalen Höhenunterschied von 300 Metern. Der Höhleneingang liegt auf einer Höhe von 453 m. i. J. Die Durchschnittstemperatur in der Höhle beträgt 8–10 °C. Innerhalb der Höhle, 500 m vom Höhleneingang entfernt, vereinigen sich die beiden Flüsse Pivka und Rak zur Unica. Der mittlere Wasserdurchfluss beträgt 3,3 m/s. Die ältesten gefundenen und analysierten Sedimente in der Höhle sind bis zu 780.000 Jahre alt (nach Uran-Thorium-Datierung), die jüngsten 2000 Jahre.

## Fauna

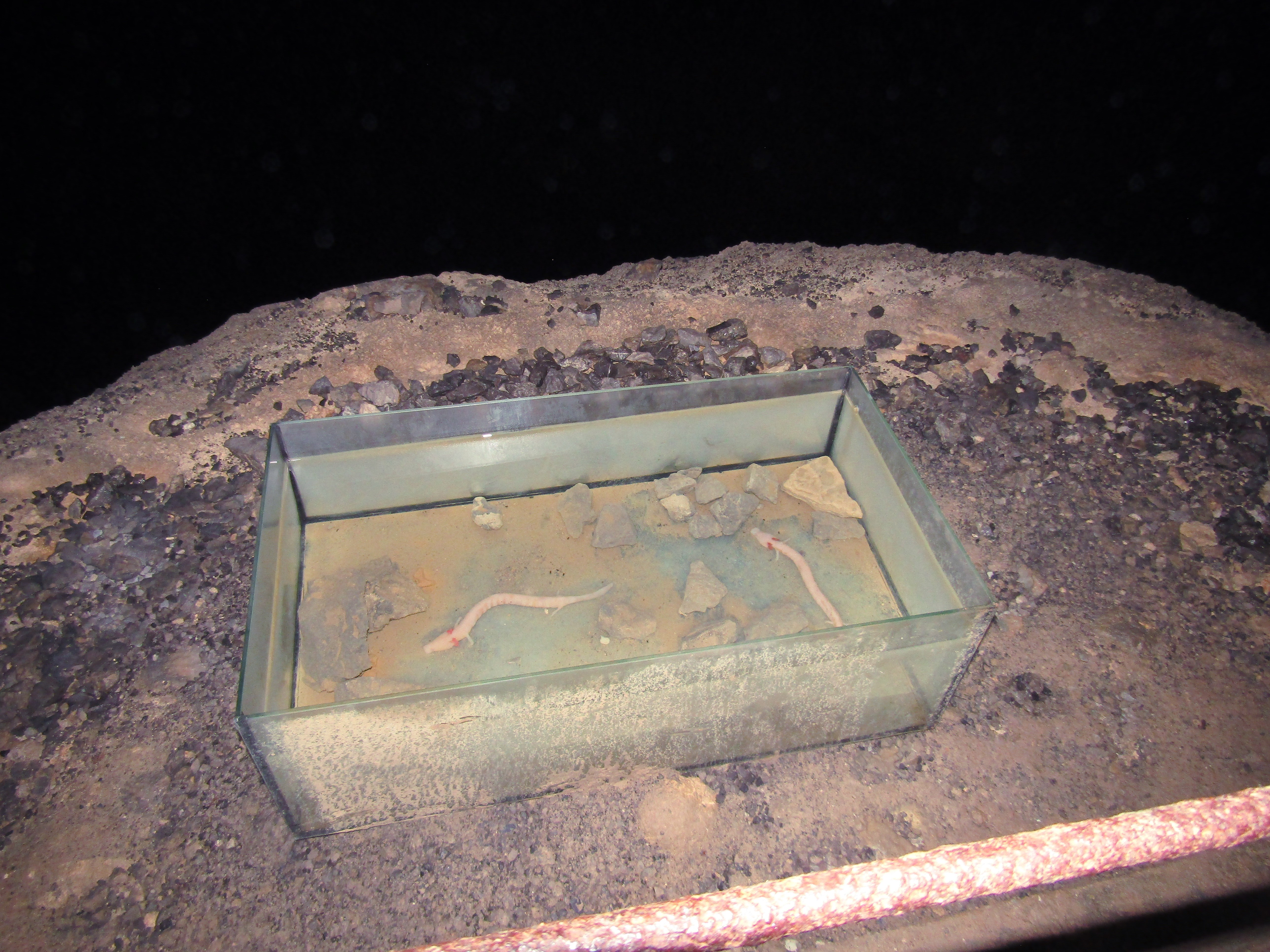
Grottenolme in einem Schaubecken der Planina-Höhle

In der Planina-Höhle kommt der Grottenolm (Proteus anguinus) vor, ein lebenslang in Larvenform lebender europäischer Schwanzlurch. Weitere endemische Arten sind blinde Krebstiere der Gattungen Niphargus und Monolistra sowie die Art Titanethes albus. Daneben kommt hier auch die Unterart Asellus aquaticus cavernicolus der Wasserassel vor.